# Rodney Gould

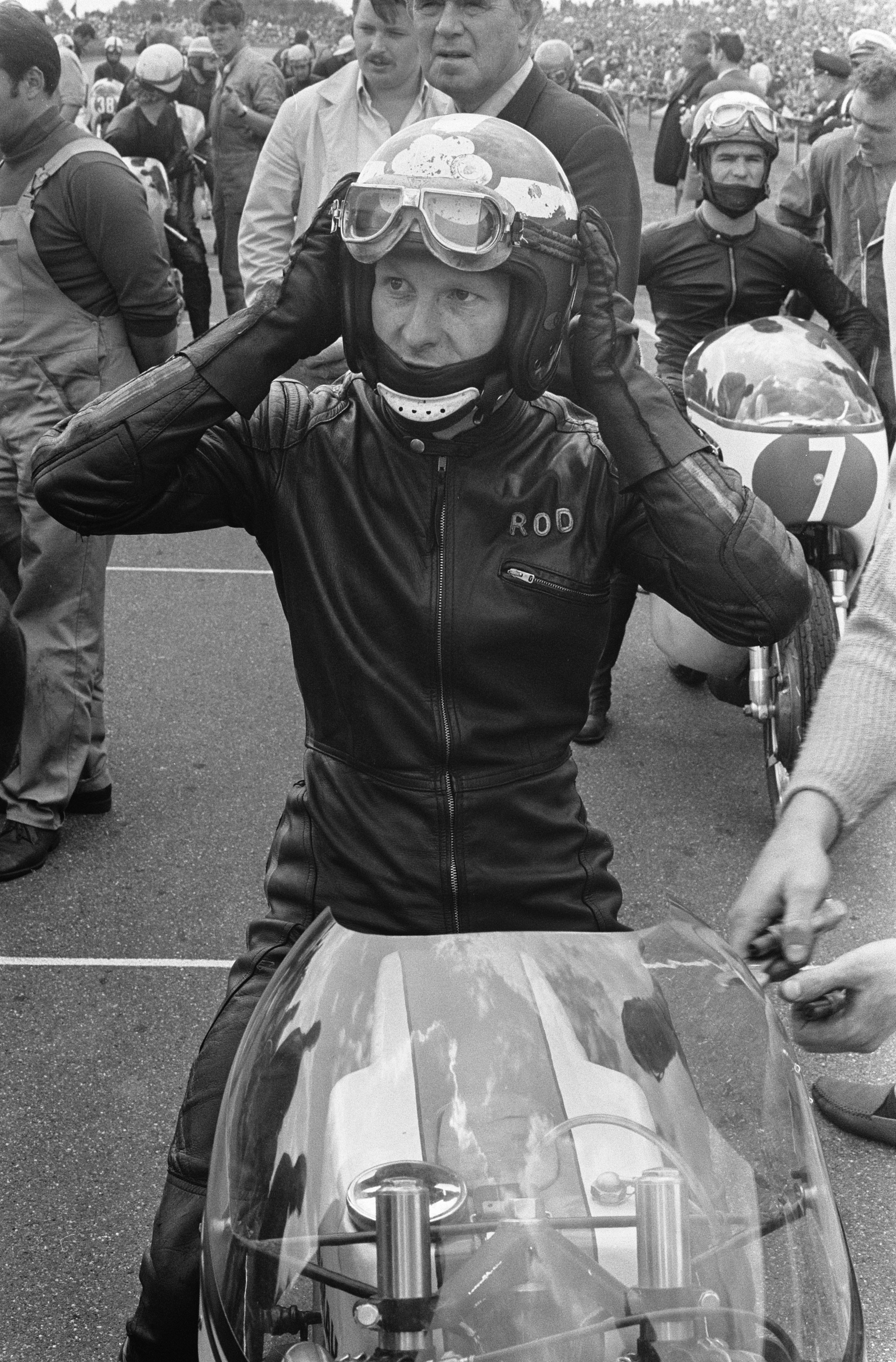
Gould in 1969

Rodney "Rod" Gould (Banbury, 10 maart 1943 – Cheltenham, 16 april 2024) was een Brits motorcoureur. In 1970 werd Gould op Yamaha wereldkampioen in de 250cc-klasse van het wereldkampioenschap wegrace.

## Carrière
Rod Gould debuteerde met een vijfde plaats bij de Grote Prijs van de DDR 1967 op de Sachsenring op een 500 cc-Norton in het wereldkampioenschap. In 1968 startte hij als vaste coureur in de 250cc-klasse op Yamaha en werd na drie derde plaatsen vierde in de eindrangschikking. In het seizoen 1969 behaalde Gould in de klassen tot 250 en tot 350 cc in totaal zes tweede plaatsen en werd in het algemeen klassement respectievelijk zesde en vijfde.
Het seizoen 1970 werd het succesvolste in Rodney Goulds carrière. Hij startte in de 250er-klasse bij negen Grands Prix, won er daarvan zes en eindigde bij alle races op het podium. Aan het einde van het seizoen werd hij met overmacht wereldkampioen, voor zijn Yamaha-collega Kel Carruthers uit Australië. In 1970 lukte het Rod Gould niet zijn 250cc-titel te verdedigen. Ondanks twee overwinningen in Nederland en Zweden had hij in het klassement tegen land- en merkgenoot Phil Read net het nakijken.
In het seizoen 1972 behaalde Gould eveneens nog twee 250 cc-overwinningen, in het wereldkampioenschap moest hij echter de Fin Jarno Saarinen en de Italiaan Renzo Pasolini op Aermacchi voor zich laten gaan. In de 500cc-klasse, waarin hij dat jaar vijf races reed, eindigde Gould viermaal op het podium en kon het wereldkampioenschap als vierde afsluiten. Na het seizoen 1972 beëindigde Gould dan, na tien Grand Prix-overwinningen en in totaal 24 podiumplaatsen, zijn loopbaan in het wereldkampioenschap.
Gould overleed op 16 april 2024 na een lang ziekbed op 81-jarige leeftijd.